# Аксуська сільська адміністрація
Аксу́ська сільська адміністрація (каз. Ақсу ауылдық әкімдігі, рос. Аксуская сельская администрация) — адміністративна одиниця у складі району Біржан-сала Акмолинської області Казахстану. Адміністративний центр та єдиний населений пункт — село Аксу.
Населення — 139 осіб (2021; 386 у 2009, 613 у 1999, 1090 у 1989).
Станом на 1989 рік існувала Терецька сільська рада (села Політехнік, Совєтське) у складі Валіхановського району, з 1993 року села Сапак та Совєтське у складі Валіхановського сільського округу. Пізніше було виділено окремий Аксуський сільський округ. 2019 року було ліквідовано село Сапак, Аксуський сільський округ перетворено в сільську адміністрацію.

## Склад
До складу округу входять такі населені пункти:
| Населений пункт | Колишні назви | Населення, осіб (1989) | Населення, осіб (1999) | Населення, осіб (2009) | Населення, осіб (2021) |
| --------------- | ------------- | ---------------------- | ---------------------- | ---------------------- | ---------------------- |
| Аксу, село      | Совєтське     | 826                    | 471                    | 270                    | 132                    |
| --Сапак, село   | Політехнік    | 264                    | 142                    | 116                    | 7                      |